# Antonio Da Ponte (vescovo)
Antonio Da Ponte (Venezia, ... – Albenga, 1429) è stato un vescovo cattolico e patriarca cattolico italiano.

## Biografia
Proveniva dalla famiglia Da Ponte, annoverata nel patriziato veneziano. Già canonico del capitolo di Aquileia, nel 1391 fu nominato vescovo di Sebenico, diocesi che resse sino al 27 febbraio 1402, quando fu trasferito alla sede di Concordia.
Nel 1409 venne coinvolto nel drammatico scisma che coinvolse il patriarcato di Aquileia: in quell'anno fu infatti nominato patriarca da papa Gregorio XII che poco prima (13 giugno 1408) aveva scomunicato e deposto Antonio Panciera. Questa decisione incontrò la netta opposizione dei Savorgnan e degli Udinesi, nonché della Repubblica di Venezia. Il Da Ponte non riuscì quindi a prendere possesso della sede e nel 1412 fu sostituito da Ludovico di Teck.
Successivamente, partecipò al concilio di Costanza al seguito di papa Martino V.
Nel 1419 rifiutò la sede di Otranto, accettando invece la diocesi di Albenga, dove morì nel 1429.